# Cecidoses
Cecidoses Curtis, 1835 è un genere di lepidotteri, appartenente alla famiglia Cecidosidae, diffuso in America Meridionale.

## Etimologia
Il nome del genere deriva dal fatto che le larve inducono nelle piante ospiti la formazione di cecidi (altrimenti noti come "galle"), entro cui si sviluppano con maggiore protezione dai predatori.

## Descrizione

### Adulto
Si tratta di piccole falene con nervatura alare di tipo eteroneuro, ma apparato riproduttore femminile provvisto di un'unica apertura per l'accoppiamento e per l'ovodeposizione.

#### Capo
Il capo è piccolo, con occhi grandi e ravvicinati al vertice; gli ocelli sono assenti, come pure i chaetosemata; i palpi mascellari sono rudimentali, così come quelli labiali; la spirotromba è assente, come pure la sutura epicraniale.
Le antenne sono lunghe quanto il corpo, sottili e ciliate.

#### Torace
Le ali sono sublanceolate e brunastre. Si può osservare una riduzione del sistema legato al settore radiale (Rs) nell'ala posteriore, con anastomosi di Sc ed R dal quarto basale fino al termen, ed Rs non ramificata; sempre nell'ala posteriore, la venatura anale è singola e non ramificata. L'accoppiamento alare è di tipo frenato (assente nei maschi), mentre è presente l'apparato di connessione tra ala anteriore e metatorace; si può inoltre riscontrare un ponte precoxale.
L'apertura alare è compresa tra 12 e 26 mm, a seconda della specie.
Nelle zampe, gli speroni tibiali hanno formula 0-2-4; i tarsi sono costituiti da cinque tarsomeri, tra cui quello basale risulta molto allungato; unghie e pulvilli appaiono ridotti.

#### Addome
Manca il processo tergosternale sul primo segmento addominale, osservabile di regola negli Adeloidea, caratteristica che viene considerata una riduzione evolutiva secondaria.
L'apparato genitale maschile rivela, su ogni valva, una struttura a pettine detta pectinifer.
Nel genitale femminile, l'ovopositore è ben sviluppato e perforante, al fine di permettere l'inserimento delle uova all'interno dei tessuti fogliari della pianta ospite.

### Uovo
Le uova, inserite singolarmente nei tessuti della pianta ospite, assumono la forma della "tasca" che le ospita.

### Larva
Nel bruco, che di regola possiede un capo prognato, gli stemmata sono completamente assenti, mentre si osservano diverse setole secondarie.
Le zampe toraciche, così come le pseudozampe, appaiono mancanti e sostituite da calli ambulacrali.

### Pupa
La pupa, che appare giallastra e subcilindrica, è adectica e obtecta.

## Biologia
Le larve dei membri di questo genere sono responsabili della formazione di cecidi nei tessuti delle piante ospiti.

### Alimentazione
Le specie di questo genere attaccano varie piante ospiti:
- Celastrus sp. L., 1753 (Celastraceae)
- Schinus latifolius (Gillies ex Lindl.) Engl. (Anacardiaceae)
- Schinus polygama (Cav.) Cabrera (Anacardiaceae)

### Parassitoidismo
I bruchi di questo taxon possono essere vittime di parassitoidismo da parte di vari imenotteri:
- Chalcidoidea Latreille, 1817
  - Eupelmidae Walker, 1833
    - Brasema willei (Brèthes, 1927)

  - Eurytomidae Walker, 1832
    - Sycophila cecidosiphaga (Brèthes, 1916)

  - Torymidae Walker, 1833
    - Rhynchodontomerus inclusus (Kieffer, 1910)
    - Torymus alegrensis (Brethes, 1927)
    - Torymus cecidicolus (Brèthes, 1927)
- Ichneumonoidea Latreille, 1802
  - Braconidae Nees, 1812
    - Austrodolops eremitae Blanchard, 1936

  - Ichneumonidae Latreille, 1802
    - Cecidopimpla ronnai Brethes, 1920

## Distribuzione e habitat

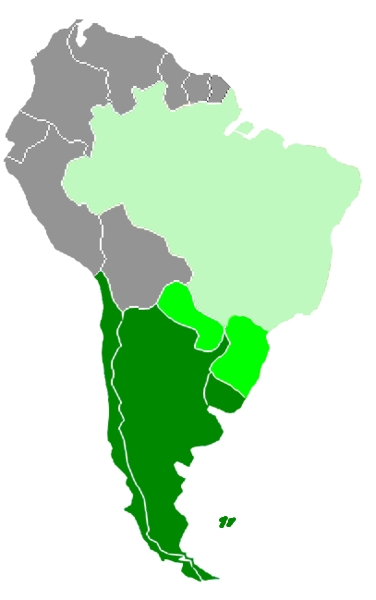
Il genere Cecidoses è presente in Cile, Argentina e Uruguay (in verde scuro) e nel Brasile meridionale (la fascia colorata di verde più chiaro, sulla destra)

L'areale del genere Cecidoses è esclusivamente neotropicale, e in particolare si limita al cosiddetto Cono Sud: Cile, Argentina, Uruguay e sud del Brasile.
L'habitat è rappresentato da boschi e foreste a latifoglie.

## Tassonomia
Cecidoses e Cecidoses eremita furono descritti il 16 aprile 1835 da Curtis come possibili membri della famiglia Tortricidae, e poi nuovamente descritti dallo stesso autore il 3 dicembre 1835, sempre con la stessa collocazione tassonomica. Cecidoses fu assunto come genere tipo dei Cecidosidae da Brèthes nel 1916 e fu quindi trasferito negli Yponomeutidae da Fletcher nel 1929. Becker lo spostò in seguito all'interno degli Incurvariidae nel 1977. Fu quindi incluso nuovamente nei Cecidosidae da Stehr nel 1987 e da Davis in Kristensen, nel 1999.

### Sinonimi
Sono noti i seguenti sinonimi:
- Clistoses Kieffer & Jörgensen, 1910 - Zentbl. Bakt. ParasitKde (Abt. 2) 27: 381[26] - specie tipo: Clistoses artifex Kieffer & Jörgensen, 1910 - Zentbl. Bakt. ParasitKde (Abt. 2) 27: 381
- Eucecidoses Brèthes, 1916 - An. Soc. cient. argent. 82: 138[3] - specie tipo: Eucecidoses minutanus Brèthes, 1916 - An. Soc. cient. argent. 82: 138[3]
- Oliera Brèthes, 1916 - An. Soc. cient. argent. 82: 139[3] - specie tipo: Oliera argentinana Brèthes, 1916 - An. Soc. cient. argent. 82: 139[3]

### Specie
Il genere comprende tre specie, diffuse in America Meridionale:
- Cecidoses Curtis, 1835 - Pr. Zool. Soc. Lond. 3: 19[1]
  - Cecidoses argentinana (Brèthes, 1916) - An. Soc. cient. argent. 82: 139[3] (Cile e Argentina)
  - Cecidoses eremita Curtis, 1835 - Pr. Zool. Soc. Lond. 3: 19[1] (Uruguay, Argentina e Brasile) (specie tipo)
  - Cecidoses minutanus (Brèthes, 1916) - An. Soc. cient. argent. 82: 138[3] (Argentina)

## Conservazione
Nessuna specie appartenente a questo genere è stata inserita nella Lista rossa IUCN

### Pubblicazioni
- (PL) Becker, V. O., The taxonomic position of the Cecidosidae. Brèthes (Lepidoptera), in Polskie pismo entomologiczne. Seria B: Entomologia stosowana, vol. 47, Wrocław, Państowowe Wydawn. Naukowe, 1977,  pp. 79–86, ISSN 0554-6060 (WC · ACNP), OCLC 5453738.
- (FR) Brèthes, J., Hyménoptères parasites de l'Amérique Méridionale (PDF), in Anales del Museo Nacional de Historia Natural de Buenos Aires, vol. 27, Buenos Aires, Impr. y Casa Editora "Juan A. Alsina", 1915,  pp. 401–430, OCLC 468423606.
- (ES, FR) Brèthes, J., Estudio fito-zoológico sobre algunos lepidópteros argentinos productores de agallas (PDF), in Anales de la Sociedad Cientifica argentina, vol. 82, Buenos Aires, Casa Editora de Coni Hermanos, 1916,  pp. 113–140, ISSN 0037-8437 (WC · ACNP), LCCN 18004381, OCLC 63606412.
- (EN) Brock, J. P., A contribution towards an understanding of the morphology and phylogeny of the Ditrysian Lepidoptera (abstract), in Journal of Natural History, vol. 5, n. 1, Londra, Taylor & Francis, 1971,  pp. 29–102, DOI:10.1080/00222937100770031, ISSN 0022-2933 (WC · ACNP), LCCN 68007383, OCLC 363169739.
- (EN) Burks, R. A.; Gibson, G. A. P. & La Salle, J., Nomenclatural changes in Neotropical Eulophidae, Eupelmidae and Torymidae (Hymenoptera: Chalcidoidea) relating to parasitoids of Cecidoses eremita (Lepidoptera: Cecidosidae)  (PDF) (abstract), in Zootaxa, vol. 1082, Auckland, Nuova Zelanda, Magnolia Press, 18 novembre 2005,  pp. 45–55, ISSN 1175-5334 (WC · ACNP), OCLC 6946900556.
- (EN) Common, I. F. B., Evolution and Classification of the Lepidoptera (abstract), in Annual Review of Entomology, vol. 20, Palo Alto, California, Entomological Society of America, gennaio 1975,  pp. 183–203, DOI:10.1146/annurev.en.20.010175.001151, ISSN 0066-4170 (WC · ACNP), LCCN 56005750, OCLC 1321134. URL consultato il 20 dicembre 2016 (archiviato dall'url originale il 3 febbraio 2019).
- (EN, LA) Curtis, J., On a species of moth found inhabiting the galls of a plant near to Montevideo (PDF), in Proceedings of the Zoological Society of London, Parte III, Londra, Richard Taylor, 16 aprile 1835,  pp. 19-20, ISSN 2397-5504 (WC · ACNP), LCCN 86640225, OCLC 1779524.
- (LA, EN) Curtis, J., On a species of moth found inhabiting the galls of a plant near Monte Video (PDF), in Transactions of the Zoological Society of London, vol. 1, Londra, Richard Taylor, 3 dicembre 1835,  pp. 311-314, ISSN 0084-5620 (WC · ACNP), LCCN 85640142, OCLC 1320750.
- (EN) Davis, D. R., A New Family of Monotrysian Moths from Austral South America (Lepidoptera: Palaephatidae), with a Phylogenetic Review of the Monotrysia (PDF), in Smithsonian Contributions to Zoology, vol. 434, Washington D.C., Smithsonian Institution Press, 1986,  pp. iv, 202, DOI:10.5479/si.00810282.434, ISSN 0081-0282 (WC · ACNP), LCCN 85600307, OCLC 12974725.
- (EN) Davis, D. R. and Gentili, P., Andesianidae, a new family of monotrysian moths (Lepidoptera:Andesianoidea) from austral South America (PDF), in Invertebrate Systematics, vol. 17, n. 1, Collingwood, Victoria, CSIRO Publishing, 24 marzo 2003,  pp. 15–26, DOI:10.1071/IS02006, ISSN 1445-5226 (WC · ACNP), OCLC 441542380.
- (EN) Dugdale, J. S., Female Genital Configuration in the Classification of Lepidoptera (PDF), in New Zealand Journal of Zoology, vol. 1, n. 2, Wellington, 1974,  pp. 127–146, DOI:10.1080/03014223.1974.9517821, ISSN 1175-8821 (WC · ACNP), OCLC 60524666.
- (DE) Kieffer, J.-J. & Jörgensen, P., Gallen und Gallentiere aus Argentinien (abstract), in Zentralblatt für Bakteriologie und Parasitenkunde, (2. Abt.) 27, Jena, Gustav Fischer, 1910,  pp. 362–444, ISSN 0302-590X (WC · ACNP), OCLC 700900912.
- (EN) Kristensen, N. P., The Morphological and Functional Evolution of the Mouthparts in Adult Lepidoptera (abstract), in Opuscula Entomologica, vol. 33, Lund, Entomologiska sällskapet, 1968a,  pp. 69–72, ISSN 0375-0205 (WC · ACNP), LCCN 70020995, OCLC 1761351.
- (EN) Kristensen, N. P., Studies on the morphology and systematics of primitive Lepidoptera (Insecta) (abstract), in Steenstrupia, vol. 10, n. 5, Copenaghen, Zoologisk Museum, 1984,  pp. 141–191, ISSN 0375-2909 (WC · ACNP), LCCN 78641716, OCLC 35420370.
- (EN) Kristensen, N. P., Morphology and phylogeny of the lowest Lepidoptera-Glossata: Recent progress and unforeseen problems (PDF), in Bulletin of the Sugadaira Montane Research Centre, vol. 11, University of Tsukuba, 1991,  pp. 105–106, ISSN 09136800 (WC · ACNP), OCLC 747190906.
- (EN) Kristensen, N. P., Scoble, M. J. & Karsholt, O., Lepidoptera phylogeny and systematics: the state of inventorying moth and butterfly diversity (PDF), in Zootaxa, vol. 1668, Auckland, Nuova Zelanda, Magnolia Press, 21 dicembre 2007,  pp. 699–747, ISSN 1175-5326 (WC · ACNP), OCLC 838570989.
- (EN) Kyrki, J., Adult abdominal sternum II in ditrysian tineoid superfamities - morphology and phylogenetic significance (Lepidoptera) (abstract), in Annales entomologici Fennici / Suomen hyönteistieteellinen aikakauskirja, vol. 49, Helsinki, Suomen Hyönteistieteellinen Seura, 1983,  pp. 89–94, ISSN 0003-4428 (WC · ACNP), LCCN 91649455, OCLC 2734663.
- (EN) Loetti, V.; Valverde, A.; Rubel, D. N., Galls of Cecidoses eremita Curtis and Eucecidoses minutanus Brèthes (Lepidoptera: Cecidosidae) in Magdalena, Buenos Aires Province: preliminary study and associated fauna (PDF), in Biota Neotropica, vol. 16, n. 4, São Paulo, Centro de Referência em Informação Ambiental, 7 novembre 2016,  p. e20160161, DOI:10.1590/1676-0611-BN-2016-0161, ISSN 1676-0611 (WC · ACNP), OCLC 6865410557.
- (EN) Nielsen, E. S., Primitive (non-ditrysian) Lepidoptera of the Andes: diversity, distribution, biology and phylogenetic relationships (PDF), in Journal of Research on the Lepidoptera, 1(suppl.), Arcadia, California, Lepidoptera Research Foundation, 1985,  pp. 1–16, ISSN 0022-4324 (WC · ACNP), LCCN 2010202002, OCLC 1754781. URL consultato il 20 dicembre 2016 (archiviato dall'url originale il 2 aprile 2015).
- (EN) Nielsen, E. S. & Davis, D. R., The first southern hemisphere prodoxid and the phylogeny of the Incurvarioidea (Lepidoptera) (PDF), in Systematic Entomology, vol. 10, n. 3, Oxford, Blackwell Science, luglio 1985,  pp. 307–322, ISSN 0307-6970 (WC · ACNP), OCLC 4646400693.
- (EN) Nielsen, E. S. & Kristensen, N. P., The Australian moth family Lophocoronidae and the basal phylogeny of the Lepidoptera-Glossata (abstract), in Invertebrate Taxonomy, vol. 10, n. 6, Melbourne, CSIRO, 1996,  pp. 1199–1302, DOI:10.1071/IT9961199, ISSN 0818-0164 (WC · ACNP), OCLC 842755705.
- (EN) Nieukerken, E. J. van, Kaila, L., Kitching, I. J., Kristensen, N. P., Lees, D. C., Minet, J., Mitter, C., Mutanen, M., Regier, J. C., Simonsen, T. J., Wahlberg, N., Yen, S.-H., Zahiri, R., Adamski, D., Baixeras, J., Bartsch, D., Bengtsson, B. Å., Brown, J. W., Bucheli, S. R., Davis, D. R., De Prins, J., De Prins, W., Epstein, M. E., Gentili-Poole, P., Gielis, C., Hättenschwiler, P., Hausmann, A., Holloway, J. D., Kallies, A., Karsholt, O., Kawahara, A. Y., Koster, S. (J. C.), Kozlov, M. V., Lafontaine, J. D., Lamas, G., Landry, J.-F., Lee, S., Nuss, M., Park, K.-T., Penz, C., Rota, J., Schintlmeister, A., Schmidt, B. C., Sohn, J.-C., Solis, M. A., Tarmann, G. M., Warren, A. D., Weller, S., Yakovlev, R. V., Zolotuhin, V. V., Zwick, A., Order Lepidoptera Linnaeus, 1758. In: Zhang, Z.-Q. (Ed.) Animal biodiversity: An outline of higher-level classification and survey of taxonomic richness (PDF), in Zootaxa, vol. 3148, Auckland, Nuova Zelanda, Magnolia Press, 23 dicembre 2011,  pp. 212–221, ISSN 1175-5334 (WC · ACNP), OCLC 971985940.
- (EN) Parra, L. E., A redescription of Cecidoses argentinana (Cecidosidae) and its early stages, with comments on its taxonomic position (PDF), in Nota Lepidopterologica, vol. 21, n. 3, Karlsruhe, Societas Europaea Lepidopterologica, 15 ottobre 1998,  pp. 206–214, ISSN 0342-7536 (WC · ACNP), OCLC 693631504.
- (RU, EN) Stekol'nikov, A. A., Functional Morphology of the Copulatory Apparatus in the Primitive Lepidoptera and General Evolutionary Trends in the Genitalia of the Lepidoptera, in Энтомологическое обозрение (Ėntomologičeskoe obozrenie = Entomological review), vol. 46, n. 3, Leningrado, Наука (Nauka), 1967,  pp. 400–409, ISSN 0367-1445 (WC · ACNP), OCLC 7619241.
- (DE) Wille, J., Cecidoses eremita Curt. und ihre galle an Schinus dependens Ortega (abstract), in Zeitschrift für Morphologie und Ökologie der Tiere, vol. 7, n. 1-2, Berlin, Springer-Verlag, marzo 1927,  pp. 1-101, ISSN 0720-213X (WC · ACNP), LCCN 2007204769, OCLC 4668094158.

### Testi
- (EN) Blanche, R., Life in a Gall, Collingwood, Vic., CSIRO Pub., giugno 2012,  pp. viii, 71, ISBN 9780643106444, LCCN 2012471856, OCLC 776600479.
- (EN) Capinera, J. L. (Ed.), Encyclopedia of Entomology, 4 voll., 2nd Ed., Dordrecht, Springer Science+Business Media B.V., 2008,  pp. lxiii + 4346, ISBN 978-1-4020-6242-1, LCCN 2008930112, OCLC 837039413.
- (EN) Fletcher, T. B., A list of the generic names used for Microlepidoptera, collana Memoirs of the Department of agriculture in India. Entomological series, vol. 11, Calcutta, Government of Inda central publication branch, 1929,  pp. ix + 246, ISBN non esistente, OCLC 4545236.
- (EN) Grimaldi, D. A.; Engel, M. S., Evolution of the insects, Cambridge [U.K.]; New York, Cambridge University Press, maggio 2005,  pp. xv + 755, ISBN 978-0-521-82149-0, LCCN 2004054605, OCLC 56057971.
- (EN) Heppner, J. B. (Ed.), Heppner, J. B. & Davis, D. R. - Fasc. 14, Andesianidae, in Lepidopterorum catalogus : new series, vol. 1, Primitive Microlepidoptera (Micropterigoidea - Incurvarioidea), Leida; New York, E. J. Brill / Flora & Fauna Publications, 1989, ISBN 978-0-916846-45-9, LCCN 88020258, OCLC 18163823.
- (EN) Hering, E. M., Biology of the Leaf Miners, s'-Gravenhage, W. Junk, 1951,  pp. iv + 420, ISBN 978-94-015-7198-2, LCCN 52001318, OCLC 1651676.
- (EN) Kristensen, N. P. (Ed.), Handbuch der Zoologie / Handbook of Zoology, Band 4: Arthropoda - 2. Hälfte: Insecta - Lepidoptera, moths and butterflies, Kükenthal, W. (Ed.), Fischer, M. (Scientific Ed.), Teilband/Part 35: Volume 1: Evolution, systematics, and biogeography, ristampa 2013, Berlino, New York, Walter de Gruyter, 1999  [1998],  pp. x, 491, ISBN 978-3-11-015704-8, OCLC 174380917.
- (EN) Mey, W., Cecidosidae, in The Lepidoptera of the Brandenberg Massif in Namibia, part 2, collana Esperiana: Buchreihe zur Entomologie, Memoir, Vol. 4, Schwanfeld, Delta, 2007  [2004],  p. 303, ISBN 9783938249079, OCLC 716655324.
- (EN) Scoble, M. J., The Lepidoptera: Form, Function and Diversity, seconda edizione, London, Oxford University Press & Natural History Museum, 2011  [1992],  pp. xi, 404, ISBN 978-0-19-854952-9, LCCN 92004297, OCLC 25282932.
- (EN) Stehr, F. W. (Ed.), Immature Insects, 2 volumi, seconda edizione, Dubuque, Iowa, Kendall/Hunt Pub. Co., 1991  [1987],  pp. ix, 754, ISBN 978-0-8403-3702-3, LCCN 85081922, OCLC 13784377.